# 三菱オートギャラリー
三菱オートギャラリー（みつびしオートギャラリー）は、三菱自動車工業株式会社の企業博物館である。

## 概要
三菱自動車工業技術センター内に位置し、インターネットでの予約が必要だが、無料である。二輪専用駐車場がないので自動車または公共交通機関での来館となる。土・日曜日、会社の休業日（5月・8月・年末年始の連休、その他臨時休業日）は休館日となっている。
2017年5月22日、リニューアルオープンした。喫茶スペース「MAG café（マグカフェ）」を新たに設けた。

## 展示車両

### 乗用車
- 三菱・A型
- 三菱・PX33
- 三菱・500
- 三菱・コルト600
- 三菱・デボネア（西陣織シートレザートップ仕様車）
- 三菱・ギャラン
- 三菱・GTO
- 三菱・スタリオン
- 三菱・パジェロ
- 三菱・デリカ
- 三菱・ギャランGTO

### 軽自動車・三輪車
- 三菱・みずしま
- 三菱・レオ

### モータースポーツ
- 三菱・ランサー1600GSRラリー
- 三菱・ランサー2000ターボラリー
- 三菱・ランサーエボリューションⅥ
- 三菱・パジェロ（スーパープロダクション仕様）

### エポックメイキング
三菱造船及び三菱内燃機が製造していた三菱・A型、三菱・PX33、1950年代にノックダウン生産をしていたヒルマン・ミンクス、ヘンリーJを展示している。

### 二輪車
1946年に三菱重工業名古屋機器製作所で製造されたスクーター三菱・シルバーピジョンを展示している。

### エンジン
- NE19A
- KE64

などのかつて製造したエンジンを展示している。

### 資料
ミニカーやプラモデル、非売品のミニチュアなどを展示している。

## アクセス
- 鉄道：東海道新幹線、東海道本線三河安城駅からタクシー20分、名古屋鉄道東岡崎駅または新安城駅よりタクシー15分